# Distretto governativo di Allenstein
Il distretto governativo di Allenstein (in tedesco Regierungsbezirk Allenstein) era un distretto governativo nella provincia prussiana della Prussia Orientale, esistito dal 1905 al 1945.

## Storia
Il distretto governativo di Allenstein fu creato il 1º novembre 1905 scorporando alcuni territori dai distretti governativi di Gumbinnen (circondari di Johannisburg, di Lötzen, di Lyck e di Sensburg) e di Königsberg (di Allenstein, di Neidenburg, di Ortelsburg, di Osterode e di Rössel). Il capoluogo fu posto nella città di Allenstein.
Il 1º aprile 1910 la città di Allenstein, fino ad allora parte dell'omonimo circondario, venne scorporata da quest'ultimo assumendo lo status di circondario urbano (Stadtkreis).
Nel 1920, in seguito ai mutamenti territoriali conseguenti alla prima guerra mondiale, alcune parti del distretto governativo di Allenstein vennero cedute alla Polonia.
Il 20 gennaio 1939 il distretto governativo di Allenstein venne ingrandito includendo il circondario di Soldau, già parte del distretto governativo di Zichenau. L'anno successivo il circondario di Soldau venne annesso al circondario di Neidenburg.
Nel gennaio 1945 il territorio della Prussia orientale venne occupato dall'Armata Rossa; il territorio dell'ex distretto governativo di Allenstein divenne parte della Polonia.

### Esplicative
1. ↑  Fino al 1918: Regno di Prussia; dal 1918: Stato Libero di Prussia.

### Bibliografiche
1. 1 2 3 4 5  (DE) Regierungsbezirk Allenstein, su territorial.de.